# جبهة بنغلاديش الإسلامية
جبهة بنغلاديش الإسلامية (بالبنغالية: বাংলাদেশ ইসলামী ফ্রন্ট) هو حزب سياسي إسلامي في بنغلاديش، في الانتخابات البرلمانية لعام 2001 في بنغلاديش قدم الحزب 16 مرشحًا، وجمعوا معاً 29,002 صوتًا (0.05٪ من الأصوات)، لكن الحزب لم يفز بأي مقعد. للحزب جناح طلابي يُعرف باسم «تشاترا سينا الإسلامية البنغالية». تأسس الحزب في 21 ديسمبر 1990.
تحالفت الجبهة مع الحزب الوطني البنغالي تحت مُسمى «الجبهة الوطنية المتحدة» في عام 2017.